# Doina Melinte
Doina Ofelia Melinte (* 27. Dezember 1956 in Hudești, Kreis Botoșani als Doina Beșliu) ist eine ehemalige rumänische Mittelstreckenläuferin. Sie ist Inhaberin des rumänischen Landesrekordes im 800-Meter-Lauf und wurde über diese Distanz 1984 Olympiasiegerin. Zudem siegte sie über 800 und 1500 Meter bei Hallenwelt- und -europameisterschaften und zählt damit zu den erfolgreichsten rumänischen Leichtathletinnen aller Zeiten. Nach ihrer aktiven Zeit war sie als Trainerin sowie als Sportfunktionärin in verschiedenen Positionen tätig.

## Karriere

### Sportliche Laufbahn
Doina Melinte spielte in ihrer Jugend Handball und begann erst spät mit der Leichtathletik. Ihre ersten internationalen Meisterschaften waren die Olympischen Spiele in Moskau, bei denen sie im 800-Meter-Lauf das Halbfinale und schied dort mit 2:00,8 min aus. Im Jahr darauf nahm sie erstmals an der Sommer-Universiade in Bukarest teil und siegte dort in 1:57,81 min über 800 Meter und gewann zudem in 4:05,74 min die Silbermedaille im 1500-Meter-Lauf hinter der Italienerin Gabriella Dorio. 1982 siegte sie in 2:00,39 min bei den Halleneuropameisterschaften in Turin. Anfang August steigerte sie den Landesrekord auf 1:55,04 min und schob sich damit auf den vierten Platz der ewigen Bestenliste. Sie galt damit als Goldhoffnung Rumäniens für die Europameisterschaften in Athen, belegte dort aber in 1:59,65 min den für sie enttäuschenden sechsten Platz über 800 Meter und wurde nach 4:08,49 min Neunte über 1500 Meter. Im Jahr darauf gelangte sie bei den Halleneuropameisterschaften in Budapest mit 2:02,70 min auf Rang vier über 800 Meter und anschließend lief sie bei den Crosslauf-Weltmeisterschaften in Gateshead nach 14:15 min auf Rang 15 ein. Im Juli startete sie erneut bei den Studentenweltspielen im kanadischen Edmonton und gewann dort in 4:07,34 min erneut die Silbermedaille über 1500 Meter hinter der Italienerin Gabriella Dorio und sicherte sich zudem in 1:59,93 min die Bronzemedaille im 800-Meter-Lauf hinter der Russin Irina Podjalowskaja und Robin Campbell aus den Vereinigten Staaten. Anschließend klassierte sie sich bei den erstmals ausgetragenen Weltmeisterschaften in Helsinki in 2:00,13 min im Finale auf dem sechsten Platz über 800 Meter und wurde auch über 1500 Meter mit 4:04,42 min im Finale Sechste. 1984 gewann sie bei den Halleneuropameisterschaften in Göteborg in 1:59,81 min die Silbermedaille über 800 Meter hinter der Tschechin Milena Matějkovičová. Im Sommer nahm sie erneut an den Olympischen Spielen in Los Angeles teil und siegte dort in Abwesenheit der Athletinnen aus dem Ostblock mit 1:57,60 min im Finale über 800 Meter und gewann zudem in 4:03,76 min im Finale über 1500 Meter die Silbermedaille hinter der Italienerin Dorio.
1985 siegte sie in 4:02,85 min über 1500 Meter bei den Halleneuropameisterschaften in Piräus und wurde beim IAAF World Cup in Melbourne im Oktober nach 4:19,67 min Dritte hinter der Deutschen Hildegard Körner und Rawilja Agletdinowa aus der Sowjetunion. Im Jahr darauf gewann sie bei den Europameisterschaften in Stuttgart in 4:02,44 min die Bronzemedaille über 1500 Meter hinter den beiden Athletinnen aus der Sowjetunion, Rawilja Agletdinowa und Tetjana Samolenko. Sie ging auch im 3000-Meter-Lauf an den Start, konnte dort aber ihren Vorlauf nicht beenden. 1987 siegte sie in 4:05,68 min über 1500 Meter bei den Hallenweltmeisterschaften in Indianapolis und im Sommer gewann sie bei den Weltmeisterschaften in Rom mit 3:59,27 min im Finale die Bronzemedaille hinter Samolenko aus der Sowjetunion und der Deutschen Hildegard Körner. Im Jahr darauf siegte sie bei den Halleneuropameisterschaften in Budapest in 4:05,77 min erneut über 1500 Meter und im Sommer nahm sie zum dritten Mal an den Olympischen Spielen in Seoul teil und klassierte sich dort mit 4:02,89 min im Finale auf dem neunten Platz.
1989 siegte sie bei den Halleneuropameisterschaften in Den Haag in 1:59,89 min im 800-Meter-Lauf und anschließend verteidigte sie bei den Hallenweltmeisterschaften in Budapest mit 4:04,79 min ihren Titel über 1500 Meter. Im September wurde sie dann beim IAAF World Cup in Barcelona nach 1:56,55 min Dritte über 800 Meter hinter der Kubanerin Ana Fidelia Quirot und Sigrun Wodars aus der DDR. Im Jahr darauf siegte sie in 4:09,73 min über 1500 Meter bei den Halleneuropameisterschaften in Glasgow und kurz zuvor stellte sie in den Vereinigten Staaten mit 4:17,14 min einen neuen Weltrekord in der Halle über die Meile auf, der bis in das Jahr 2017 Bestand hatte. Anfang September klassierte sie sich bei den Europameisterschaften in Split mit 4:10,91 min auf dem sechsten Platz über 1500 Meter. 1991 wurde sie bei den Hallenweltmeisterschaften in Sevilla in 4:06,65 min Vierte und auch bei den Freiluftweltmeisterschaften in Tokio landete sie nach 4:03,19 min im Finale auf Rang vier. Im Jahr darauf gewann sie bei den Halleneuropameisterschaften in Genua in 4:06,90 min die Bronzemedaille über 1500 m hinter den Russinnen Jekaterina Podkopajewa und Ljubow Kremljowa. Im August nahm sie ein letztes Mal über 1500 Meter an den Olympischen Spielen in Barcelona teil und erreichte dort das Finale, konnte dort aber ihr Rennen nicht beenden. Daraufhin beendete sie ihre aktive sportliche Karriere im Alter von 35 Jahren.
In den Jahren von 1982 bis 1984 sowie 1989 wurde Melinte rumänische Meisterin im 800-Meter-Lauf sowie von 1983 bis 1985 und 1992 über 1500 Meter. Nach ihrer aktiven Laufbahn war sie als Trainerin tätig.

### Weitere berufliche Laufbahn
Von 1990 bis 1992 war Melinte Abgeordnete der FSN für den Wahlkreis Bacău im rumänischen Parlament. Von 1993 bis 2005 war sie Leiterin der Direktion für Jugend und Sport im Kreis Bacău und von 2005 bis 2009 war sie Vizepräsidentin des Rumänischen Leichtathletikverbands. Von 2010 bis 2012 war sie Direktorin der nationalen Agentur für Jugend und Sport und anschließend wurde sie Vizepräsidentin der Rumänischen Anti-Doping-Agentur.

## Persönliche Bestleistungen
- 800 Meter: 1:55,05 min, 1. August 1982 in Bukarest (rumänischer Rekord)
  - 800 Meter (Halle): 1:59,00 min, 8. Februar 1987 in Budapest (rumänischer Rekord)
- 1000 Meter: 2:31,85 min, 17. August 1990 in Berlin
  - 1000 Meter (Halle): 2:36,91 min, 8. März 1992 in Sindelfingen
- 1500 Meter: 3:56,7 min, 12. Juli 1986 in Bukarest
  - 1500 Meter (Halle): 4:00,27 min, 9. Februar 1990 in East Rutherford (rumänischer Rekord)
- Meile: 4:18,13 min, 14. Juli 1990 in Oslo
  - Meile (Halle): 4:17,14 min, 9. Februar 1990 in East Rutherford (Europarekord)

## Auszeichnungen
- Treudienst-Orden: Kommandeur (2000)
- Sportverdienstorden: Klasse I (2004)
- Ehrenbürgerin der Stadt Bacău
- Ehrenbürgerin des Kreis Bacău